# Maurice de Moravia
Maurice de Moravia, conde de Strathearn (de Moray, Murray) (fallecido en 1346) era un soldado escocés.
Fue el mayor de los hijos de Sir John de Moravia del Drumsagard ("canto del sacerdote"), y aparece en las fuentes, por primera vez, en octubre de 1334, como el sheriff de Lanark. En este punto se había convertido en un líder militar de gran alcance, siendo nombrado "Señor de Clydesdale" por Walter Bower. En 1339, Maurice sirvió para Robert Stewart en el sitio de Perth, pero cuando el rey David II de Escocia regresó del exilio en Francia en 1341, Maurice se convirtió en un favorito del rey y fue utilizado por el rey David contra Stewart, su rival y heredero.
Maurice vivió en el castillo de Stirling de David de 1342, y se le concedió las baronías de Strathaven (Lanarkshire) y Hawick (Roxburghshire). El 31 de octubre de 1343, el rey David asignó a Maurice el condado perdido de Strathearn. Maurice tenía una demanda vaga a este condado, al igual que en 1339 se había casado con Juana de Menteith, viuda de Maol Iosa IV, conde de Strathearn. A pesar de la concesión real, la legalidad de la posesión de Mauricio fue cuestionada, en parte debido a un parlamento en Perth en 1339 se había despejado el conde anterior, Maol Iosa V, de la traición. Sin embargo, como Maol Iosa V había renunciado a su condado de Edward Balliol, el Parlamento de Scone, en junio de 1344 se declaró y se confirmó la posesión de Maurice. El Conde Maurice continuó su servicio como retenedor real y por 1346 se hizo juez supremo de Escocia.
El Conde Maurice fue asesinado en la batalla de Neville's Cross, el 17 de octubre de 1346. Maurice no tenía hijos legítimos conocidos, pero tenía un hijo ilegal con el nombre de Maurice que más tarde encontrara el patrocinio con el Rey David.